# Квол карликовий
Квол карликовий або північний (лат. Dasyurus hallucatus) — представник родини Кволових.

## Опис
Карликовий квол — найменший представник кволових. Самці більші за самиць. Самці мають тулуб завдовжки 27-37 см, тоді як самки — 25-31 см. Вага у самців коливається від 0,6 до 1,12 кг, а у самок — від 0,35 до 0,7 кг. Хвіст становить завдовжки 20-34,5 см. Хутро сіре або сіро-буре, коротке з білими плямами з боків і на спині.

## Спосіб життя
Активний уночі. Полюбляє скелясті місцини та евкаліптові ліси поблизу морського узбережжя. Гарно лазить по каменях, скелях та деревах. Харчується фруктами, сумчастими мишами, безхребетними, птахами, ящірками, зміями, жабами.
Статева зрілість настає в 10-11 місяців. Час парування починається в червні, у липні-серпні народжуються до 8 дитинчат. Після спарювання самці гинуть й молодих кволів виховує самиця. Тривалість життя — до 2 років.

## Розповсюдження
Карликовий квол раніше мешкав на значній території, втім внаслідок діяльності людини його ареал існування значно скоротився. Сьогодні квол зустрічається у Квінсленді, Західній Австралії, в деяких північних районах материка.